# Лана Дел Рей
Елизабет Улридж Грант (на английски: Elizabeth Woolridge Grant, родена на 21 юни 1985), известна със сценичното си име Лана Дел Рей (на английски: Lana Del Rey), е американска певица и текстописка.
Музиката на Лана Дел Рей е известна с препратки към най-различни аспекти от възхода на американската поп култура през 50-те и 60-те години на 20 век.
Родена и отраснала в Ню Йорк, Дел Рей започва кариерата си през 2005 г. и за първи път получава световно внимание през 2011 г., когато музикалното ѝ видео за сингъла Video games стана интернет сензация. Лана Дел Рей получава и по нататъшно внимание след като Born To Die е на второ място в Съединените американски щати и е петият най-продаван албум през 2012 г.

## Биография и творчество
Грант е родена на 21 юни 1985 г. в Ню Йорк, САЩ.
Кариерата на Дел Рей започва на 18-годишна възраст като клубна певица в Ню Йорк. Първият си договор със звукозаписната компания 5 Points Records подписва, когато е на 20 години. Те издават първия ѝ албум Lana Del Rey a.k.a. Lizzy Grant през януари 2010 г. През април същата година Дел Рей прекратява договора с 5 Points Records.

### 2011 – 2013
През юни 2011 г. издава дебюта на хита Video Games, а през август сама създава видеото към него, и го публикува в YouTube, като го заснема, режисира и продуцира сама.
След като качва няколко от песните си в канала си в YouTube, Дел Рей е открита и от Stranger Records и подписва договор с тях, за да пусне официално дебютния си сингъл Video Games. Тя казва: „Аз качих тази песен онлайн преди няколко месеца, защото беше любимата ми. Да бъда честна, че тя нямаше да бъде сингъл, но хората са се повлияли от нея.“ Песента ѝ носи Q награда за Next Big Thing през октомври 2011 г. и Ivor Novello за „Най-добра съвременна песен“ през 2012 г. Същия месец октомври 2011 тя подписва съвместна сделка с Interscope Records и „Polydor“, за да работи върху втория си студиен албум Born to Die.
През януари 2012 г. излиза вторият ѝ хит, Born to Die, който с времето набира още по-голяма популярност от предходния ѝ сингъл. Албумът влиза в европейски класации, като някои парчета стават хитове.
В очакване на албума певицата изнася няколко участия, като например промоционални концерти в балната зала Bowery и в Chateau Marmont, и участия в телевизионни предавания като De Wereld Draait Door, а по-късно с Jools Holland. Лана също представя две песни от албума на Saturday Night Live на 14 януари 2012 г. и получили отрицателен отговор от критиците и на широката аудитория. „Born to Die“ е пуснат официално на 31 януари 2012 г. в световен мащаб, и достига до номер едно в 11 страни. Същата седмица певицата казва, че е купила обратно правата си от албума от 2010 и има планове да го преиздаде през лятото на 2012 г. с помощта на Interscope Records и Polydor „Born to Die“ е продаден в над 3,4 милиона копия през 2012 г., което го превръща в петия най-продаван албум за 2012 г. В интервю за RTVE на 15 юни 2012 г. американката обявява, че работи по нов албум, а в интервю за Tim Blackwell за Нова FM в Мелбърн, Австралия, Дел Рей добавя, че предстоящият ѝ проект няма да бъде нов албум, а по-скоро EP. В средата на септември е официалното обявяване на Paradise на пилотния сингъл „Ride“. На 19 септември 2012 г. е издаден музикалният видеоклип за „Blue Velvet“ от H & M, и ден по-късно, на 20 септември, „Blue Velvet“ е достъпен за покупка като промоционален сингъл. „Ride“ става достъпен за покупка на 25 септември 2012, а премиерата на видеото към „Ride“ е в театър Aero в Санта Моника, Калифорния, на 10 октомври 2012 г. Paradise Edition на „Born to Die“, е освободен на 12 ноември. С пускането на третия си EP, Paradise Лана дебютира под номер 10 в Billboard 200 с 67 000 продадени копия през първата седмица. В MTV Music Awards в Европа през 2012 г. певицата получава номинации в категориите най-добрата алтернатива, Best Push и Best New акт.
На 2013 BRIT Awards печели наградата за международен соло изпълнител, което прави втората ѝ BRIT Award към днешна дата. Победата ѝ изненадва критиците, които очакват Taylor Swift да спечели наградата. Лана Дел Рей изнася концерт на Planeta Terra Festival през 2013 г.
Третият албум EP, Paradise, излиза като част от колекция и луксозно deluxe издание, включващо Born to Die и Born To Die The Paradise Edition. Творчеството на Дел Рей включва два пълни студио албума, три EP албума (по-кратки, но разширени сингли), шест сингъла и осем клипа. Като творец тя печели Q Award за Best New Thing, GQ Award за Woman of the Year, BRIT Award за International Breakthrough Act и MTV Europe Music Award за Best Alternative Act.
Преди да започне да пее за продуцентски компании, Лана сама подсигурява продуцирането на своето творчество. Сред личностите, които оказват влияние върху музикалния вкус на Елизабет, са Елвис Пресли, Джанис Джоплин, Еминем и Бритни Спиърс. През 2012 г. Дел Рей е лице на модната марка и линия H&M и марката автомобили „Ягуар“ Сингълът „Young & Beautiful“ участва като саундтрак във филма „Великият Гетсби“, който е римейк на оригиналната филмова лента.
През 2005 г. Дел Рей губи възможността за подписване на договор с Hollywood Records в съревнование с Лейди Гага. Глобалната звукозаписна корпорация предпочита Лейди Гага, защото клони повече към поп и денс звученето. През лятото на 2013 г. излизат слухове, че Interscope Records развалят договора си с певицата още преди излизането на пълнометражния ѝ филм Tropico, чиято пред-премиерна дата е 4 декември 2013 г.
„Dark Paradise“ е издадена като сингъл в Германия, Австрия и Швейцария на 1 март 2013 г. Лана печели наградите Хуманитарна помощ за Best интернационален дебютант и Best International Pop / Rock Artist на март 21, 2013 г., а музикален видеоклип за кавъра на песента на Леонард Коен „Chelsea Hotel # 2“ е издаден на 27 март 2013 г. Заедно с режисьора на филма, съавтор и съпродуцент Baz Luhrmann, Дел Рей написва песента „Young and Beautiful“ за саундтрак към филма Великият Гетсби, 2013 г. На 2 юли 2013 г. ремиксът на Седрик Жерве на песента на Лана-Summertime Sadness" достига номер 6 на Billboard Hot 100 и става първият ѝ американски топ десет хит. Ремиксът печели награда Грами за най-добър Remixed Recording, некласически през 2013 г. Наред с Paradise, Дел Рей обявява плановете си да пусне кратък филм, озаглавен Tropico. Tropico е заснет в края на юни 2013 г. и режисиран от Anthony Mandler. На 22 ноември 2013 г. официалният трейлър на Tropico е освободен, като в края на трейлъра е обявено, че филмът ще бъде качен на официалния ѝ акаунт в YouTube на 5 декември 2013 г. Премиерата на късометражния филм се състои на 4 декември в Cinerama Dome в Холивуд, Калифорния.
На 5 декември 2013 г. Дел Рей обявява заглавието на втори си албум – Ultraviolence преди първата премиерна екранизация на Tropico. Както Лана сама казва: „Моята муза е капризна, с приветливостта си ме кара да изпитвам известни симпатии към нейната непостоянност“.
Критиците обвиняват Лана Дел Рей като единствената певица, пренаписала историята си. Макар че Лана е дъщеря на богат благородник, тя едва свързвала двата края, преди да подпише първия си договор. Налагало ѝ се да работи като клубна певица в Ню Йорк. Относно първия ѝ албум Lizzy Grant a.k.a. Lana Del Rey критиците смятат, че бива записан в собствено звукозаписно студио на въпросния ѝ богат баща-благородник, който се е опитвал да я промотира и изстреля на върха, но безуспешно. Лана отрича тези слухове категорично.

### 2014
На 23 януари 2014 г. е обявено, че Лана ще направи кавър на песента „Once Upon A Dream“ (от филма Спящата красавица) за филмът на Дисни – „Господарката на Злото 2014“. Сингълът е издаден на 26 януари. На 20 февруари американската певица публикува снимка на себе си и Dan Auerbach в Twitter с надпис „Аз и Dan Auerbach сме развълнувани да ви представим Ultraviolence“. Първият сингъл от Ultraviolence, „West Coast“ е издаден на 14 април, „Shades of Cool“, вторият сингъл е издаден на 26 май, третият сингъл и заглавната песен, „Ultraviolence“-на 4 юни, четвъртият сингъл „Brooklyn Baby“ – на 8 юни. Ultraviolence е освободен на 13 юни 2014 г. и дебютира под номер едно в дванадесет държави, включително Съединените щати и Обединеното кралство. Продадени са 880 000 копия през първата седмица в света. Двете нови песни на Елизабет, „Big Eyes“ и „I Can Fly“, са включени във филма на Тим Бъртън „Големи очи“ (2014). На 1 декември тя обявява, че ще има турне през лятото на 2015 г. Осем от концертите включва Къртни Лав, а през същия месец в интервю с Galore Magazine Дел Рей разкрива, че е започнала работа по нов албум. Honeymoon е заглавието на предстоящия четвърти студиен албум на Дел Рей, който е на пазара през 2015 г., и реализиран от UMG Recordings. През декември 2014 г. певицата заявява пред списание Grazia, че иска да се върне към оркестралното звучене с леки нотки на гръндж. По-рано същия месец Лана също споменава пред списание Galore, че вече е започнала работа по албума.

### 2015 – Honeymoon
През юни 2014 г. Дел Рей казва: „Имам тази идея за запис, наречен Music To Watch Boys To, така че аз просто мисля за това, което би означавало“. Лана Дел Рей по-късно потвърждава в интервю с Billboard, че новият ѝ албум ще носи името Honeymoon. На 15 януари 2015 г. Грант получава номинация от BRIT Award за международен соло артист-жена, втората ѝ номинация в категорията.
На 14 юли 2015 г. Лана пуска първата песен, носеща името на албума Тя разкрива, че албумът ще съдържа четиринадесет песни. На 4 август 2015 г. Дел Рей обявява името на първия сингъл High By The Beach, който е представен на 10 август 2015 г. На 4 август 2015 г. The Weeknd също разкрива, че песните за предстоящия си втори студиен албум Beauty Behind Madness, който включва дует с Лана, носещ името „Prisoner“. На 21 август 2015 г. Del Rey пуска „Terrence Loves You“ като промоционален сингъл. Заглавната песен е пусната като промоционален сингъл на 7 септември 2015 г. Официалното излизане на Honeymoon е на 18 септември 2015 г. Музикалните критици дават положителна оценка за музиката и изтънчеността и вокалното изпълнение на Дел Рей.
През октомври 2015 г. Лана обявява, че е започнала работа по следващия си студиен албум. Твърди се, че един от продуцентите на албума е Джъстин Паркър. През ноември 2015 г. Лана, също продуцент на филма „Hi, How Are You Daniel Johnston“, изпълнява песента „Some Things Last A Long Time“, от албума му от 1990 г. През декември 2015 г. Дел Рей печели награда на Билборд – Trailblazer и награда на MTV – Best Alternative.

## Музикален стил
Тя е описана като „Гангстерската Нанси Синатра“ и „Лолита“. Музиката ѝ е известна със своето кинематично звучене и препратки към различни аспекти на поп-културата, по-специално, от 1950-те и 60-те години. Дел Рей описва музикалния си стил като „Hollywood sadcore“. Нейният стил на пеене е оприличен на рап. В „National Anthem“, „Off To The Races“ и „Diet Mountain Dew“, Лана използва тази алтернативна техника за рапиране.

## Глас и тембър
Американската певица притежава гласов диапазон експанзивен контраалт, който е описан като завладяващ и много емоционален. Съвременните музикални критици наричат гласа ѝ „опушен“, „дрезгав“, и напомнящ на Мерилин Монро. Лизи Грант твърди, че „хората не ме приемат много сериозно, така че аз понижих гласа си, вярвайки, че това ще ми помогне да се откроя. Сега аз пея доста ниско за една жена, така или иначе.“

## Влияния
Сред нейните музикални влияния, певицата цитира няколко съвременни артисти като Елвис Пресли, Антъни и Джонсън, Франк Синатра, Eminem и Ейми Уайнхаус. „Наистина точно като господари на всеки жанр“, каза тя пред BBC. Нейните любими артисти са Боб Дилън, Франк Синатра, Jeff Buckley и Leonard Cohen. Любимите ѝ филми са Кръстникът, The Godfather част II, и Американски Прелести които са вдъхновили музикалния ѝ стил. Вдъхновена от поезията, нюйоркчанката цитира Уолт Уитман и Алън Гинсбърг като средство за писането на песни. По-конкретно, тя се радва на „Leaves of Grass“ от Уитман и на поемата „Howl“ от Гинсбърг. Песента ѝ, „Body Electric“ от третото ѝ EP, Paradise, загатва за Уитман в лириката, „Уитман е моят татко“. Преди да стане певица, Елизабет е искала да бъде поетеса. Като дете, баща ѝ пише песни, а майка ѝ се интересува от пеене.

## Награди и номинации
Работата на Лана Дел Рей ѝ е спечелила многобройни номинации и награди. Тя е носителка на наградата на Q за Best New Thing, наградата GQ за „Жена на годината“, две Award BRIT за International Breakthrough Act и International Pop Female Solo Artist, и на ЕМА за Best Alternative Act. През 2013 г. тя получава първата си номинации за Грами в 56-ите награди Грами. Тези номинации включват Best Pop Vocal Album за Paradise и най-добра песен, написана за Visual Media за „Young and Beautiful“.

## Дискография

### Студийни албуми
- Lana Del Ray A.K.A Lizzy Grant (2010)
- Born to Die (2012)
- Ultraviolence (2014)
- Honeymoon (2015)
- Lust for Life (2017)
- Norman Fucking Rockwell! (2019)[51][52]
- Chemtrails Over The Country Club (2021)
- Blue Banisters (2021)
- Did You Know That There's a Tunnel Under Ocean Blvd (2023)

### EP албуми
- Kill Kill (2008)
- Paradise (2012)
- Tropico (2013)

### Сингли
- Video Games (2011)
- Born to Die (2011)
- Blue Jeans (2012)
- Summertime Sadness (2012)
- National Anthem (2012)
- Ride (2012)
- Young and Beautiful (2013)
- Once Upon a Dream (2014)
- West Coast (2014)
- Shades of Cool (2014)
- Ultraviolence (2014)
- Brooklyn Baby (2014)
- High By the Beach (2015)
- Music To Watch Boys To (2015)
- Love (2017)
- Lust For Life (2017)
- Summer Bummer (2017)
- Groupie Love (2017)
- Mariners Apartment Complex (2019)
- Venice Bitch (2019)
- Hope Is a Dangerous Thing for a Woman like Me to Have – but I Have It (2019)
- Doin' Time (2019)
- The Greatest (2019)
- Don't Call Me Angel (2019)
- Let Me Love You Like A Woman (2020)
- Chemtrails over the Country Club (2021)
- White Dress (2021)
- Tulsa Jesus Freak (2021)
- Blue Banisters (2021)
- Arcadia (2021)
- Watercolor Eyes (2022)
- Did You Know That There's a Tunnel Under Ocean Blvd (2023)
- A&W (2023)
- The Grants (2023)

## Видеоклипове
| Видеоклип                        | Премиера | Албум                            |
| -------------------------------- | -------- | -------------------------------- |
| Video Games                      | 2011     | Born to Die                      |
| Blue Jeans                       | 2011     | Born to Die                      |
| Born to Die                      | 2011     | Born to Die                      |
| Carmen                           | 2012     | Born to Die                      |
| National Anthem                  | 2012     | Born to Die                      |
| Summertime Sadness               | 2012     | Born to Die                      |
| Blue Velvet                      | 2012     | Paradise                         |
| Ride                             | 2012     | Paradise                         |
| Burning Desire                   | 2013     | Paradise                         |
| Chelsea Hotel No. 2              | 2013     | -                                |
| Young and Beautiful              | 2013     | The Great Cats By                |
| Tropico                          | 2013     | Tropico                          |
| West Coast                       | 2014     | Ultraviolence                    |
| Shades of Cool                   | 2014     | Ultraviolence                    |
| Ultraviolence                    | 2014     | Ultraviolence                    |
| High By the Beach                | 2015     | Honeymoon                        |
| Music to Watch Boys To           | 2015     | Honeymoon                        |
| Freak                            | 2016     | Honeymoon                        |
| Love                             | 2017     | Lust for life                    |
| Lust for Life                    | 2017     | Lust for Life                    |
| White Mustang                    | 2017     | Lust for Life                    |
| Mariners Apartment Complex       | 2018     | NFR                              |
| Venice Bitch                     | 2018     | NFR                              |
| Fuck it I Love You/ The Greatest | 2019     | NFR                              |
| Doin' Time                       | 2019     | NFR                              |
| Norman Fucking Rockwell          | 2019     | NFR                              |
| Chemtrails Over The Country Club | 2021     | Chemtrails Over The Country Club |
| White dress                      | 2021     | Chemtrails Over The Country Club |

## Турнета
- Paradise Tour (2013)
- Ultraviolence Tour (2014)
- The Endless Summer Tour (2015)

## Филмография
| Година | Филм         | Роля                  |
| ------ | ------------ | --------------------- |
| 2010   | Poolside     | Лиза                  |
| 2012   | Lana Del Rey | Себе си               |
| 2013   | Tropico      | Ева / Мария Магдалена |